# Brachymyrmex fiebrigi
Brachymyrmex fiebrigi är en myrart som beskrevs av Auguste-Henri Forel 1908. Brachymyrmex fiebrigi ingår i släktet Brachymyrmex och familjen myror.

## Underarter
Arten delas in i följande underarter:
- B. f. fiebrigi
- B. f. fumidus
- B. f. funicularis

## Bildgalleri

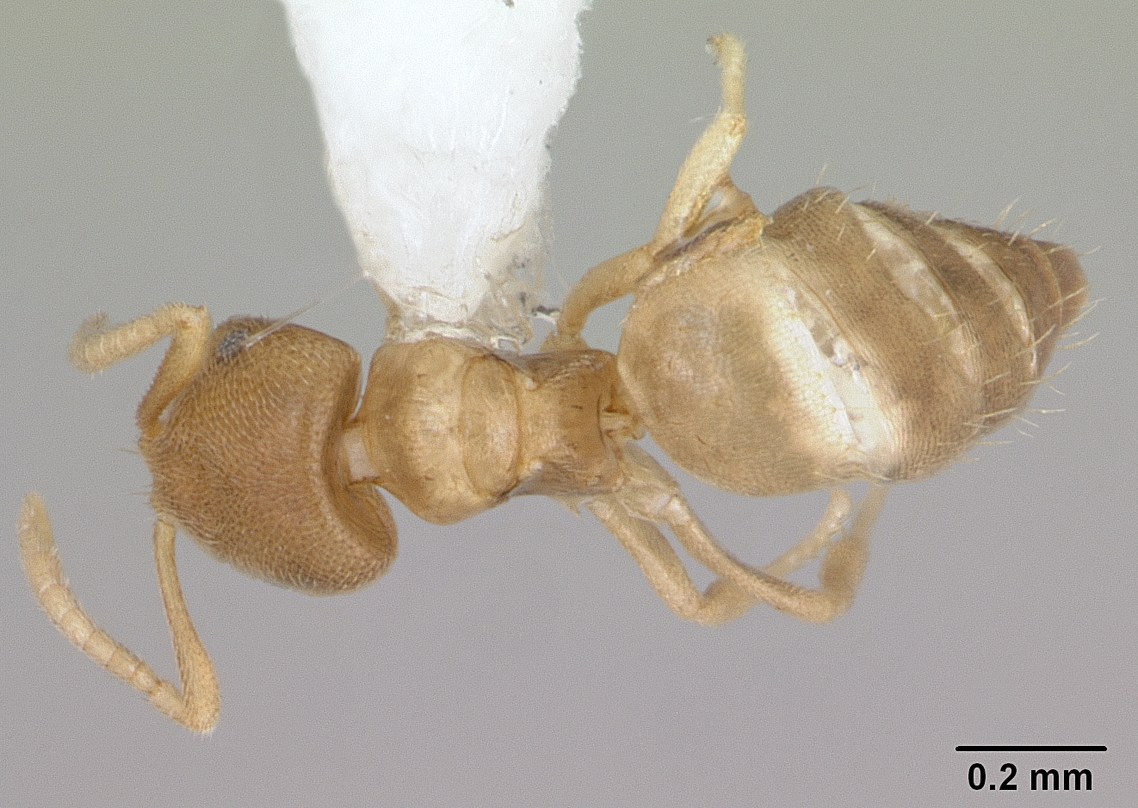
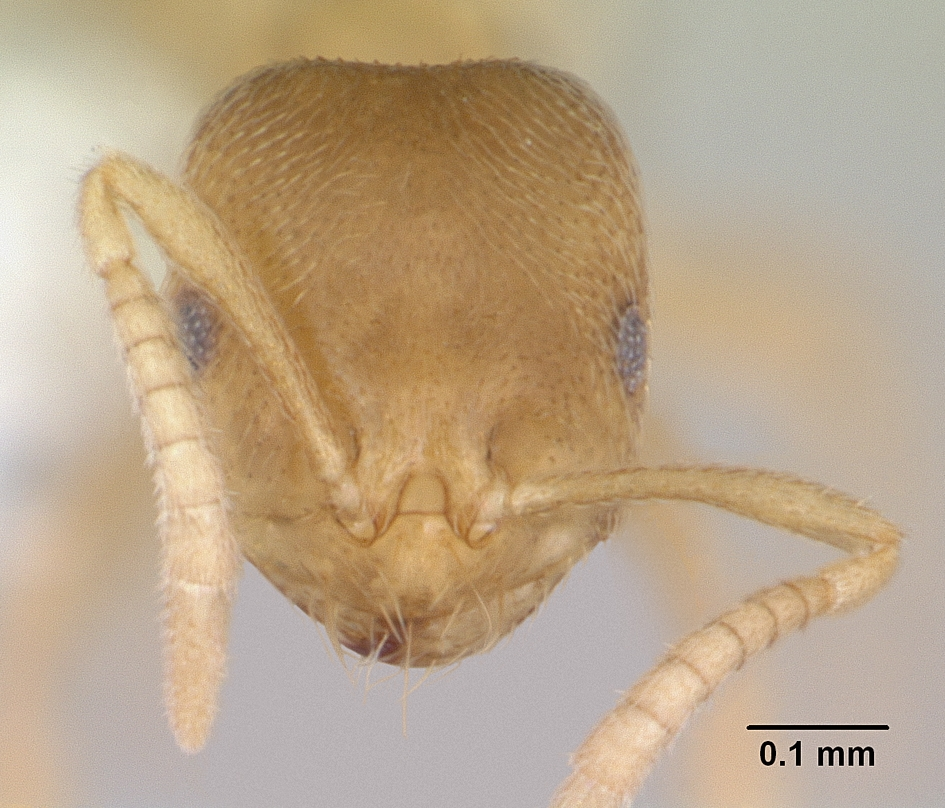
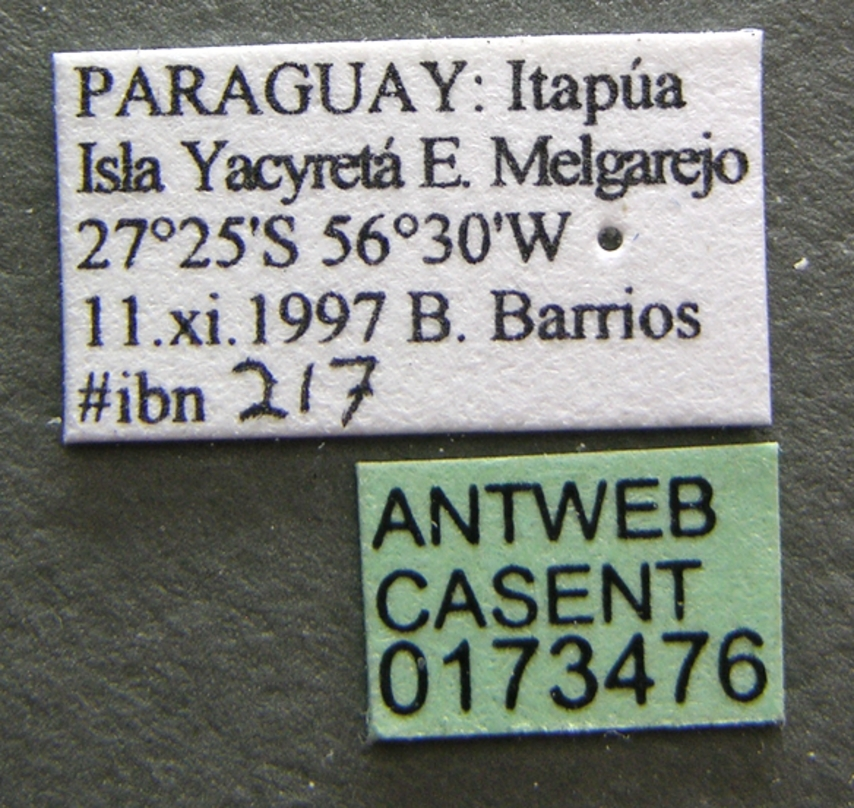
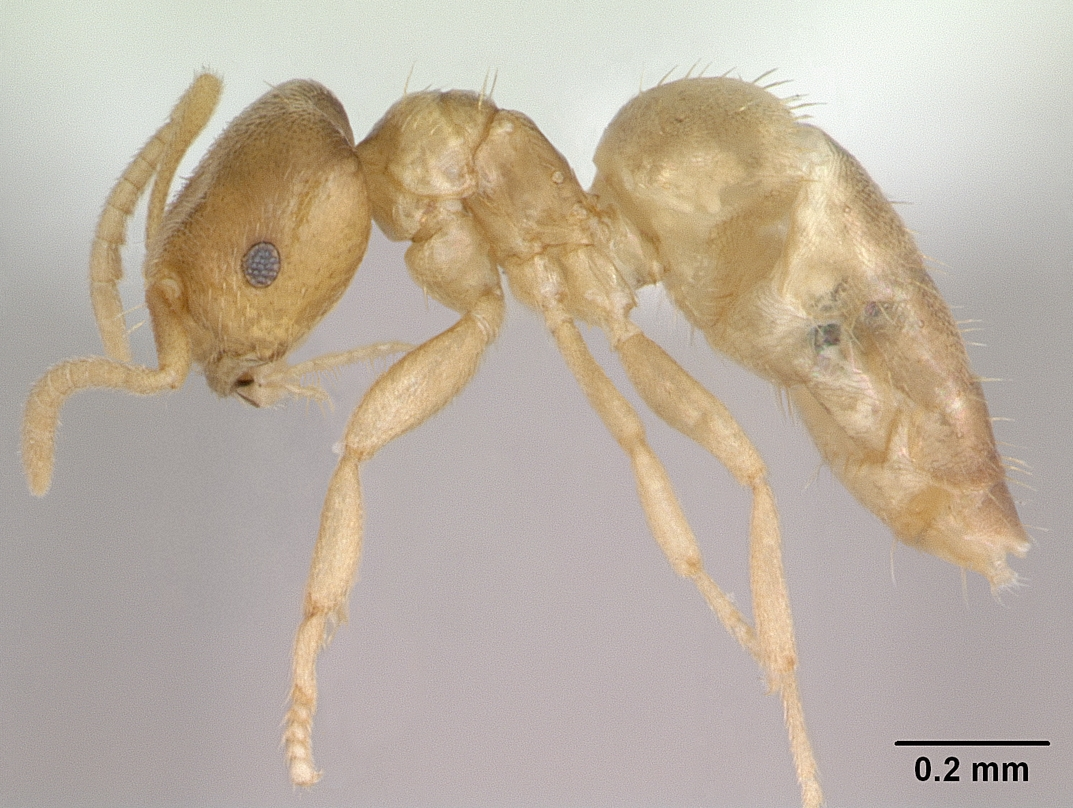
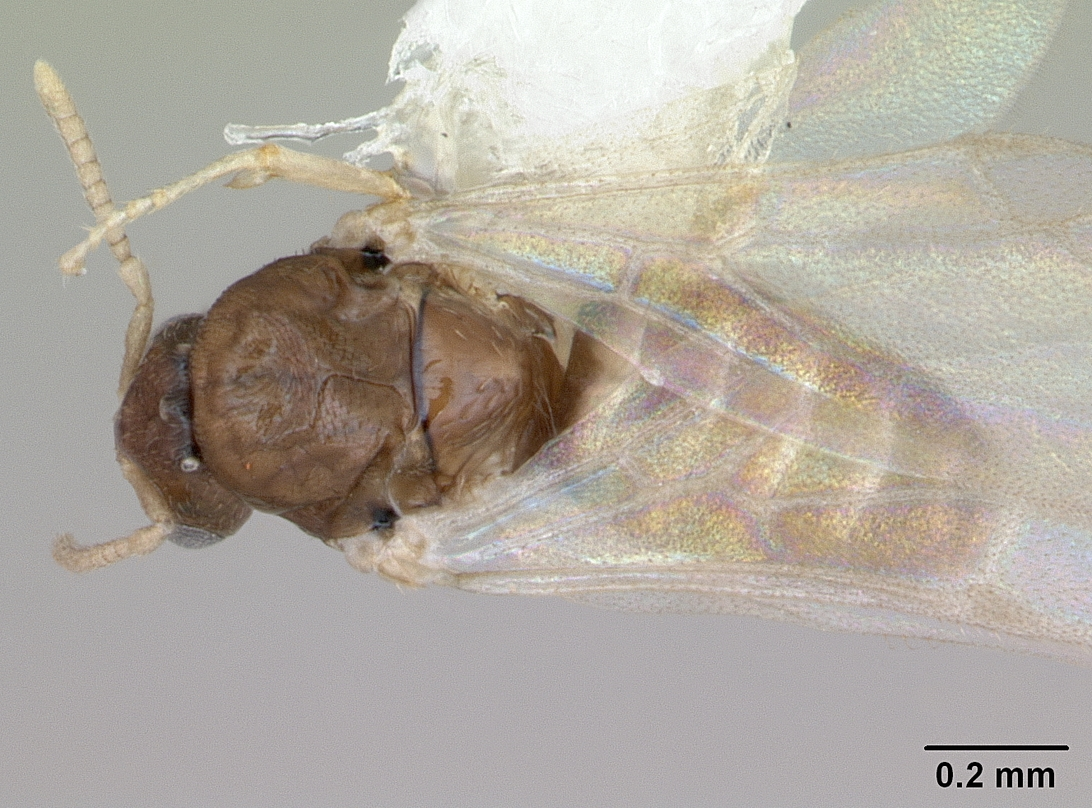
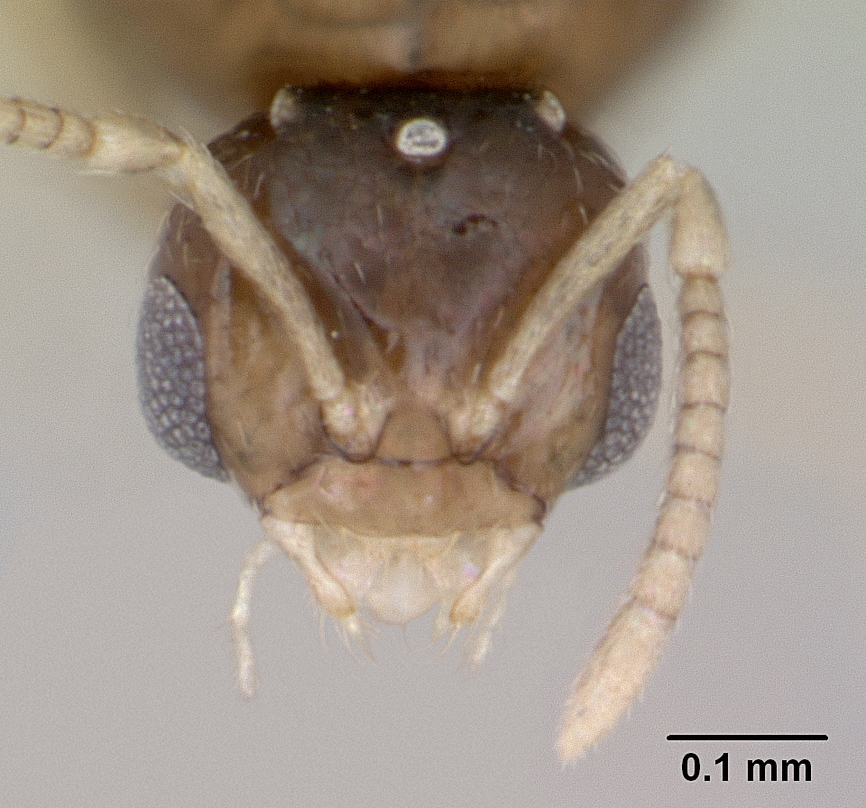